# Bombardement de Tchernihiv du 16 mars 2022
Le bombardement de Tchernihiv du 16 mars 2022 est un bombardement russe qui tue 14 civils faisant la queue pour acheter du pain, à Tchernihiv, en Ukraine,.

## Contexte
La ville ukrainienne de Tchernihiv est touchée par des attaques des forces russes à partir du 24 février 2022, le jour où l'invasion de l'Ukraine commence. Les combats pour la ville de Tchernihiv causent de lourdes pertes civiles. Le 3 mars, la ville subit un bombardement qui tue 47 personnes. Le major général russe Andreï Soukhovetski, alors commandant adjoint de la 41e armée, est tué le 4 mars, le lendemain du bombardement, devenant le premier général russe à mourir lors de l'invasion russe 2022. Le 10 mars, la ville entre dans une bataille qui dure jusqu'au 31 mars, lorsque les forces ukrainiennes réussissent à empêcher l'encerclement de la ville.
Alors que les combats se poursuivent, de plus en plus de civils meurent à Tchernihiv. Le 16 mars, le gouverneur de l'oblast de Tchernihiv Vyacheslav Chaus rapporte que les attaques russes contre Tchernihiv ce seul jour ont tué un total de 53 personnes.

## Attaque
Le bombardement se produit vers 10 h UTC+3. 18 personnes sont déclarées comme mortes par Ukrinform. Les victimes de l'incident sont tuées à la suite d'une frappe d'artillerie lourde. Ces civils ne sont pas armés et certains d'entre eux survivent au bombardement ; ils sont emmenés dans des installations médicales par la police de Tchernihiv.
L'événement est signalé par Chaus ainsi que l'ambassade des États-Unis à Kiev. À la télévision ukrainienne, Chaus déclare que l'attaque, qu'il décrit comme un bombardement, n'est « pas la première [...] de ce type, pas plus que le premier bombardement des civils par l'ennemi ». L'ambassade des États-Unis rapporte que les personnes ont été « abattues et tuées ». 
James Whitney Hill, un citoyen américain de 67 ans originaire du Minnesota, est tué au cours de l'attaque. La police de Tchernihiv et le département d'État américain confirment la mort d'un citoyen américain. James, connu sur les réseaux sociaux sous le nom de « Jimmy Hill », est un professeur d'anglais et refuse de quitter l'Ukraine lorsque la guerre commence car il doit s'occuper de sa compagne Iryna, citoyenne ukrainienne.

## Suites judiciaires
Environ quatre heures après l'incident, le bureau du procureur régional de Chernihiv ouvre une procédure judiciaire concernant l'attaque. La branche du Service de sécurité d'Ukraine dans l'oblast de Tchernihiv  ouvre également une enquête.